# Jaleel White
Jaleel White, född 27 november 1976 i Culver City, Los Angeles, Kalifornien, är en amerikansk skådespelare.

## Biografi
White började som 3-åring med att göra reklam för olika varumärken och började sedan medverka i olika TV-serier. Hans första roll i TV var i serien Charlie and Company. Hans nästa roll blev i The Jeffersons. 
Rollen som Steve Urkel, den roll som skulle göra honom känd för en bredare publik, fick han när serien Räkna med bråk kom år 1989. Rollen var först tänkt som en biroll, men karaktären blev så populär att den fick en stående roll. För rollen som Steve Urkel nominerades White åtta gånger till olika pris, varav han vann fyra.
Jaleel White gjorde också rösten till Sonic i de tecknade TV-serierna Adventures of Sonic the Hedgehog, Sonic the Hedgehog och Sonic Underground från 1990-talet.
White har medverkat i Dreamgirls från 2006, Who Made The Potato Salad 2006 och Kissing Cousins 2008.